# Battlefield Play4Free
Battlefield Play4Free war ein Free-to-play-Ego-Shooter innerhalb der Computerspieleserie Battlefield, der 2011 erschien. Im Frühjahr 2015 wurde der Dienst eingestellt.

## Spielprinzip
Zwei Teams bekämpfen sich auf teils ausladenden Karten. Für Abschüsse, Eroberungen von Flaggen erhält der Spieler Credits sowie Erfahrung für Levelaufstieg. Dort können anschließend Punkte in einem Talentbaum freigeschaltet werden, die das Bedienen von Fahrzeugen oder zusätzliche Ausrüstung beinhalten. Slots für Kämpfer anderer Klassen müssen mit Geld bezahlt werden. Ebenso können Ausrüstungsgegenstände dauerhaft über Mikrotransaktionen erworben werden. Mit Credits freigespielte Waffen bleiben nur wenige Tage verfügbar.

## Entwicklung
Mit den Battlefield Heroes mit 7 Millionen registrierten Spielern war man bei Electronic Arts prinzipiell zufrieden. Der Durchbruch zum Mainstream Hit blieb jedoch aus wofür man die Cartoon-Grafik verantwortlich machte. Die Marktforschung ergab, dass drei Viertel der Befragten einen modernen Militär-Shooter bevorzugen würden. Da Produzent Ben Cousins bereits bei BattleForge und Lord of Ultima Erfahrungen mit Free-to-play-Titeln gesammelt hatte, wurde das Konzept von Battlefield Heroes übernommen.
Die geschlossene Beta startete am 30. November 2010 und die öffentliche Beta am 4. April 2011. Besitzer bestimmter Vorgänger aus der Battlefield-Reihe konnten bereits ab dem 31. März diese Betaversion testen. Zeitgleich mit Battlefield Heroes wurden die Server am 14. Juli 2015 abgeschaltet.

## Rezeption
Es handele sich um eine Mischung aus Battlefield 2 und Battlefield: Bad Company 2, die im Kern das Gameplay der Battlefield-Reihe beibehält. Der Klassenwechsel im Spiel ist unterbunden und die zusätzlich erwerbbaren Waffen richten mehr Schaden an, zerstören jedoch auch nicht die Spielbalance. Im Vergleich mit der Konkurrenz wirke Play4Free optisch veraltet. Auch auf zerstörbare Umgebung wurde verzichtet, ebenso wie auf Squads oder Commander. Zwar zählen im neuen Spielmodus Assault nicht die Abschüsse, dennoch sorgen zufällige Spawn-Punkte dafür, dass koordinierte Angriffe praktisch unmöglich sind. Zudem bietet das Spiel keinen Server-Browser, sondern setzt Spieler auf beliebigen Servern ab. Battlefield 2 bleibe das deutlich bessere Spiel und sei auch deutlich günstiger zu erwerben. Es sei aber besser als Battlefield Heroes.